# Shake It Up, Baby
《Shake It Up, Baby》（日语：シェキナベイベー）是日本老牌搖滾歌手內田裕也在2014年6月11日推出的單曲唱片，以「内田裕也feat.指原莉乃」的演唱者名義，由愛貝克思旗下的Avex trax品牌發行。這張單曲是內田在相隔29年之後再次推出的新單曲，是福田雄一導演、指原莉乃主演的喜劇電影《薔薇色的布子》的主題曲。

## 簡介
《Shake It Up, Baby》一曲是由企畫製作人秋元康作詞，齊門（斉門）作曲，並由野中「Masa」雄一負責編曲。
搭配主打曲所拍攝的MV，是由曾經導演過電影《無用男之城》的犬童一心執導。除了主唱的內田與指原兩人外，為了祝賀音樂界的老前輩出新單曲，有多位演藝或文學界的名人都參與了MV的演出，包括節目主持人堺正章、音樂製作人小室哲哉、作家林真理子、插畫家與藝人Lily Franky、搖滾樂手Sheena與鮎川誠、演員白龍、歌手兼作曲家Bro.KONE與饒舌歌手Zeebra等。其中，堺正章還特別開著自己的法拉利愛車在片頭登場，擔任了MV片頭負責引言介紹主唱歌手的開場主持人。

## 唱片內容
CD
1. 《Shake It Up, Baby》（シェキナベイベー）：以「内田裕也feat. 指原莉乃」名義演唱
2. 《Satisfied》：內田裕也獨唱作品
3. 《Shake It Up, Baby》純配樂版
4. 《Satisfied》純配樂版

DVD
1. 《Shake It Up, Baby》MV

## 外部連結
- 單曲官方網頁（愛貝克思）（日語）
- YouTube上的《Shake It Up, Baby》簡短版（愛貝克思官方頻道）（日語）